# إيريس نظمي
إيريس نظمي كاتبة صحفية وناقدة سينمائية مصرية والرئيسة الحالية لمهرجان الإسكندرية السينمائي. شاركت في تأسيس عدة مهرجانات منها مهرجان القاهرة السينمائي الدولي ومهرجان الإسكندرية السينمائي، ومهرجان أسوان للدول الأفريقية، وتعتبر أول امرأة ترأس مهرجانا للسينما.

## حياتها ونشأتها
ولدت إيريس نظمي في القاهرة وتخرجت من كلية الآداب بجامعة القاهرة.

## بدايتها
كان أول حوار لها حين كانت طالبة مع عميد كلية الآداب آنذاك، حين حاورته بشأن نظرة الطلاب الدونية للطالبات اللائي يجلسن على الكافيتيريا أو المقاهي العامة، ونشر تحقيقها في جريدة القاهرة. عملت في بدايتها مجلة صباح الخير وبمجلة روز اليوسف، كما عملت في جريدة الأخبار التابعة لدار أخبار اليوم بقسم الحوادث.
ورثت عن والدها الصعيدي الشجاعة والجراءة، تزعمت زميلاتها في المدرسة ضد بطش الناظرة الشرسة، اصطحبت زميلاتها، وركبن الترام إلى مبني رئاسة الوزراء، هناك طلبت مقاؼbr/>
عشقها للصحافة دفعها لترك قسم اللغة الإنجليزية بكلية الآداب لتلتحق بقسم الصحافة، أجرت أول حديث صحفي مع عميد الكلية د.عزالدين فريد حول جلوس الطالبات على الكافيتريا ونظرة الطلاب الدونية للطالبات اللاتي يجلسن على الكافيتريا، نشر الحوار في جريدة القاهرة وعندما عملت بمجلة صباح الخير وهي ما زالت طالبة بالجامعة قامت بعمل عدة تحقيقات بروح التمرد من بينها تحقيق عن حق جلوس البنات والسيدات بالمقاهي وردود الأفعال على ذلك..

## مسيرتها
بفضل مصطفى أمين اخذت فرصة العمر في دار أخبار اليوم، دخلت المدرسة الكبيرة لتتعلم علي يد الكبار، عملت بالأخبار في قسم الحوادث، سافرت لتغطي تهجير أهل النوبة، طلب منها مصطفى أمين ان تستخرج جواز سفر، ارسلها في رحلة لمدة شهر إلي سوريا أيام الوحدة،
احبت السينما منذ نعومة اظافرها من كثرة مشاهدتها للافلام في سينما الجندول بشبرا، بدأت الكتابة في الفن مع الكاتب الراحل الكبير جليل البندارى في آخر ساعة التي انتقلت إليها بعد ذلك فقامت بعمل تبويب للقسم الثقافي بها،
ابتكرت عمود 'ناس تحت الاضواء' الذي قدمت من خلاله عددا من الوجوده الجديدة أصبحوا فيما بعد من كبار النجوم ومن بينهم محمود ياسين ومحمود عبد العزيز، وابتكرت عمود'عزيزي' الذي وجهت من خلاله رسائل لكبار وصغار النجوم،
زارت 24 دولة حضرت بها العديد من المهرجانات السينمائية الدولية والمحلية.
الناقدة الكبيرة ايريس شاركت كمال الملاخ وعددا من النقاد في تأسيس مهرجان القاهرة السينمائي الذي تعرض لحرب شديدة وتم انتزاعه من الملاخ، فساهمت في المشاركة في تأسيس مهرجان الإسكندرية السينمائي، ومهرجان مجاويش، ومهرجان اسوان للدول الأفريقية، ومهرجان الإسماعيلية، في كل هذه المهرجانات كان لإيريس نظمي دور ايجابي ملحوظ ومشهود إلي جانب دورها في جمعية كتاب ونقاد السينما التي تنظم كل هذه المهرجانات ولثقة أعضاء الجمعية بها اسندوا إليها رئاسة مهرجان الإسكندرية السينمائي لتكون أول امرأة وأول ناقدة تتولي رئاسة مهرجان سينمائي.
ايريس نظمي عاشت مع النجوم تسجل حياتهم وتنشر مذكراتهم في حلقات صحفية مسلسلة رفعت وقتها من توزيع مجلة 'آخر ساعة' فقد انفردت بنشر مذكرات العندليب عبد الحليم حافظ، ومذكرات موسيقار الاجيال محمد عبد الوهاب، ومذكرات عماد حمدي، ومذكرات صباح (مغنية)، وسجلت مذكرات شادية، وفريد شوقي وسناء جميل، ودريد لحام وقدمت بقلمها العديد من الوجوه التي لمعت بعد ذلك علي الشاشة الفضية.

## جوائز
نالت تكريما من قبل المهرجان القومي الرابع عشر للسينما المصرية. كما أصدر عنها صندوق التنمية الثقافية في مصر كتابا عنوانه «إيريس نظمي القلب الشجاع» للكاتبة مني ثابت.

## أعلام
عندما تحدث عنها الكاتب الكبير مفيد فوزي قال: اعتدنا ان نري المحرر الفني والكاتب الفني ولكن الكاتبة المهتمة بأمور الفن لم نعرفها، فلما جاءت ايريس نظمي وحفرت اسمها أصبح لرأيها 'وزن' فلم تعد ايريس كاتبة فحسب، بل حفرت اسمها كناقدة يشار إلي سطورها النافذة.
بينما قالت عنها الكاتبة والناقدة الكبيرة حسن شاه التي زاملتها الدراسة ورحلة العمر 'ايريس نظمي ليست فقد ناقدة فنية، انما يمكن وصفها بالمناضلة لأنها حملت بإخلاص مهمة الدفاع عن مهرجان الإسكندرية الذي واجه كثيرا من الاعاصير التي عرضت وجوده للخطر في السنوات الأخيرة، ايريس هي أول امرأة وأول ناقدة سينمائية ترأس أحد مهرجانات السينما الدولية